# Dégarnissage
Le dégarnissage consiste à ôter successivement les tissus, le crin, la toile de jute, les sangles et les ressorts d’un siège ou d’un meuble tapissé ou garni. 
Cette opération est menée avec soin pour éviter d’arracher les matériaux, qui peuvent être partiellement réutilisés pour regarnir le siège. Les morceaux de tissu peuvent servir de patron pour la nouvelle garniture, et la pelote bien tassée peut être réutilisée avec ou sans rajout de crin.